# باشگاه فوتبال هینور تاون
باشگاه فوتبال هینور تاون (به انگلیسی: Heanor Town Football Club) یک باشگاه فوتبال در شهر هینور، کشور انگلستان است که در سال ۱۸۸۳ میلادی تأسیس شده‌است.